# Jorge Adolfo Carlos Livieres Banks
Jorge Adolfo Carlos Livieres Banks (* 22. Februar 1929 in Asunción; † 17. Dezember 2018 ebenda) war ein paraguayischer Geistlicher und römisch-katholischer Bischof von Encarnación. 

## Leben
Jorge Adolfo Carlos Livieres Banks empfing am 22. Dezember 1956 die Priesterweihe und wurde in den Klerus des Erzbistums Asunción inkardiniert. 
Paul VI. ernannte ihn am 12. Oktober 1976 zum Weihbischof in Asunción und Titularbischof von Utimmira. Der Erzbischof von Asunción Ismael Blas Rolón Silvero SDB spendete ihm am 25. November desselben Jahres die Bischofsweihe; Mitkonsekratoren waren Felipe Santiago Benítez Ávalos, Bischof von Villarrica, und Jorge Carlos Carreras, Bischof von San Justo.
Am 24. Juli 1987 wurde er durch Johannes Paul II. zum Prälat von Encarnación ernannt. Mit der Erhebung der Territorialprälatur zum Bistum am 19. April 1990 wurde er zum ersten Bischof von Encarnación ernannt. 
Am 5. Juli 2003 nahm Johannes Paul II. sein altersbedingtes Rücktrittsgesuch an.